# Herbert Ottocar Beckman
Herbert Ottocar Beckman, född 1893 i Karlskrona, död 1981, var en svensk jurist. 1931–1932 var han adjungerad ledamot i Svea hovrätt och 1937 blev han häradshövding i Ångermanlands västra domsaga. Han var son till generalmajoren Otto Ludvig Beckman.